# Allium goumenissanum
Allium goumenissanum — вид квіткових рослин з підродини цибулевих (Allioideae). Ендемік Греції.

## Резюме
Allium goumenisannum описано з північної континентальної Греції. Це осінньоцвітучий вид, віднесений до Allium sect. Codonoprasum і характеризується триплоїдним числом хромосом (2n = 3x = 24), незвичним для цієї групи пізньоквітучих видів.